# 周美德
周美德（英語：Ronald Chow Mei-tak，1951年1月26日—），香港前立法局議員，香港及英國註冊護士。

## 背景
周美德在1974年至1977年間於瑪麗醫院護士學校修讀註冊護士文憑，1982年至1984年間在香港理工學院取得公共行政學（衛生行政學）管理文憑，繼而於1985年至1988年完成香港大學社會科學系學士學位。他亦為美國友邦保險有限公司營業主任。
周美德原屬香港民主民生協進會會員，但在1990年，他與其餘人士籌建了香港民主同盟，成為港同盟首三個立法局議員之一。其後他在港同盟成立後，很快便退出了該政黨，並重新加入民協。1991年立法局選舉，他放棄繼續從衛生界功能組別參選，並轉移到新界北選區參選。最終，他不敵港同盟馮智活與匯點狄志遠、自民聯張漢忠、王志強兩個參選組合，以票數排名尾二的成績落敗。自此，他未有再參與香港的政壇。